# 재영솔루텍
재영솔루텍(Jaeyoung Solutec)은 대한민국의 자동초점(AF) Actuator, 플라스틱 금형 및 제품 기업이다. 본사는 인천광역시 연수구 갯벌로 118 (송도동)에 위치해 있다. 대표이사는 김승재이다. 플라스틱 금형 전문 기업으로 시작해 스마트폰 카메라 Actuator 로 사업 영역을 넓혀왔다

## 상장
2003년 1월 24일에 상장하였다.

## 같이 보기
개성공단기업협회

## 참고 문헌
1. ↑  하나금융투자 IR 회사소개서 재영솔루텍, 2022년 6월 7일[깨진 링크(과거 내용 찾기)]
2. ↑  신지혜, 한국IR협의회 기술분석보고서-재영솔루텍, 2021.10.21.
3. ↑  IV 리서치 탐방 보고서 Company Note 재영솔루텍 2024.02.13
4. ↑  류은혁, 재영솔루텍 "스마트폰 카메라로 10년 이상 수익 낼 것", 한국경제, 2023.11.17